# امیل براگینسکی
امیل (امانوئل) ونیامینوویچ براگینسکی (روسی: Эми́ль (Эммануэль) Вениами́нович Браги́нский؛ ۱۹ نوامبر ۱۹۲۱ – ۲۶ مهٔ ۱۹۹۸) فیلم‌نامه‌نویس اهل اتحاد جماهیر شوروی بود.
از فیلم‌ها یا مجموعه‌های تلویزیونی که وی در آن‌ها نقش داشته است، می‌توان به طنز سرنوشت اشاره نمود.
وی همچنین برندهٔ جوایزی همچون جایزه دولتی اتحاد شوروی شده است.